# Erika Fatland
Erika Fatland, född 27 augusti 1983 i Haugesund, är en norsk författare och socialantropolog.
Fatland växte upp i Ølen i Vindafjord kommun i Rogaland. Hon gick i gymnasiet i Lyon och Helsingfors och fortsatte med universitetsstudierna vid Köpenhamns Universitet och Universitetet i Oslo, där hon fullförde sin mastergrad i socialantropologi 2008. 
Erika Fatland bor i Oslo. Hon är gift med författaren Erik Fosnes Hansen.